# Nec pluribus impar

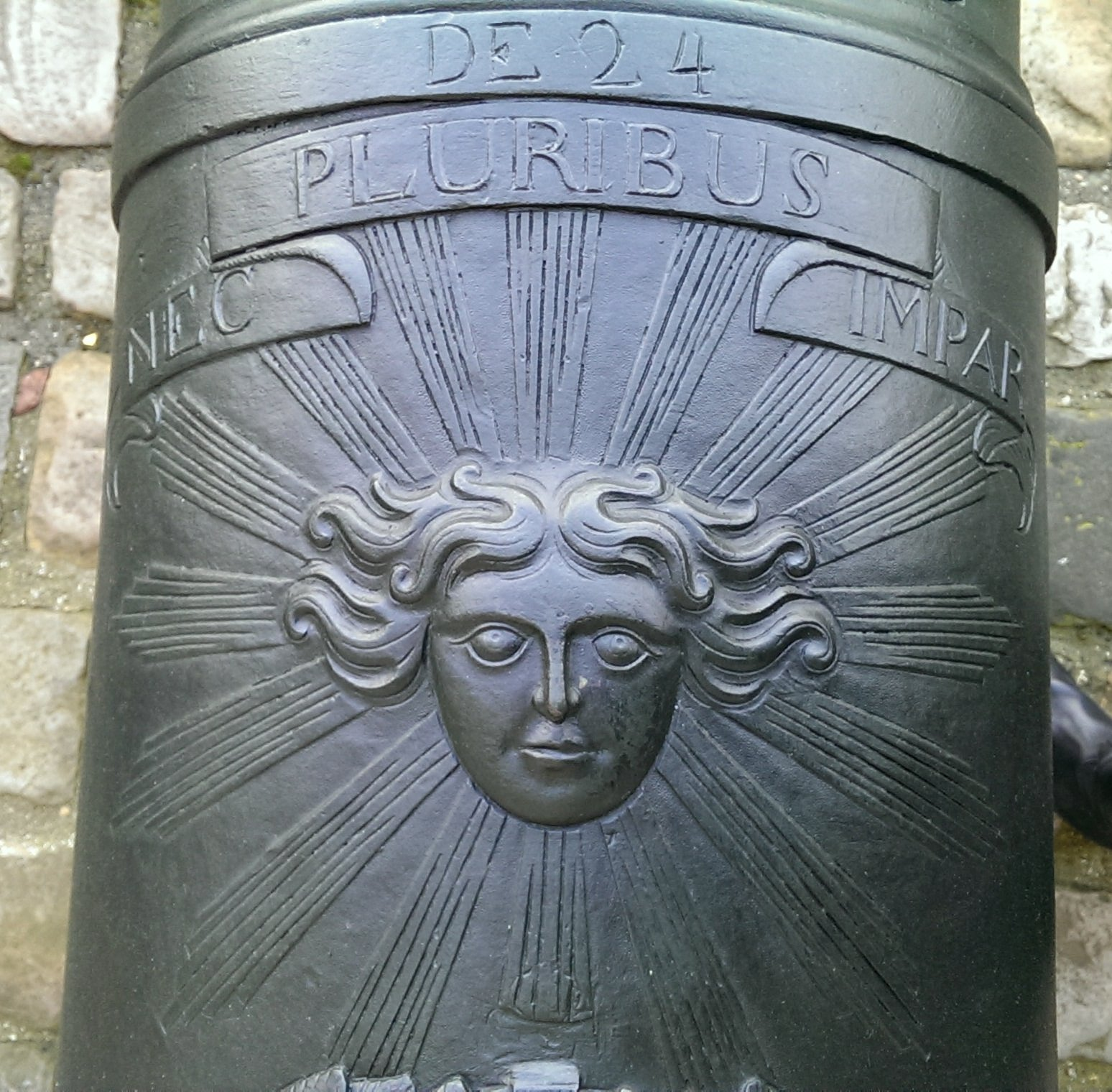
Nec pluribus impar sur une pièce d'artillerie conservée au musée de l'Armée, dans la cour des Invalides, à Paris.

Nec pluribus impar est une expression latine ayant servi de devise à Louis XIV, le plus souvent inscrite sur un emblème symbolisant le Roi Soleil rayonnant sur le monde.

## Origine et sens de la devise
Voltaire écrit en 1751 dans Le Siècle de Louis XIV :

« Un antiquaire, nommé Douvrier, imagina dès lors pour Louis XIV l'emblème d'un soleil dardant ses rayons sur un globe, avec ces mots : Nec pluribus impar. L'idée était un peu imitée d'une devise espagnole faite pour Philippe II, et plus convenable à ce roi, qui possédait la plus belle partie du nouveau monde et tant d'États dans l'ancien, qu'à un jeune roi de France qui ne donnait encore que des espérances. Cette devise eut un succès prodigieux. Les armoiries du roi, les meubles de la couronne, les tapisseries, les sculptures, en furent ornés. Le roi ne la porta jamais dans ses carrousels. On a reproché injustement à Louis XIV le faste de cette devise, comme s’il l’avait choisie lui-même ; et elle a été peut-être plus justement critiquée pour le fond. Le corps ne représente pas ce que la légende signifie, et cette légende n’a pas un sens assez clair et assez déterminé. »

L'origine de la devise, attribuée à un choix personnel de Louis XIV, a été remise en question par les historiens. Ainsi, selon Édouard Fournier :

« Il serait bon d'en finir aussi, avec les plaisanteries d'un goût douteux dont Louis XIV a été rendu l'objet pour son fameux emblème du soleil ayant ces mots : Nec pluribus impar, pour devise. Il ne prit de lui-même, ni la devise, ni l'emblème : c'est Douvrier, que Voltaire qualifie d'antiquaire, qui les imagina pour lui à l'occasion du fameux carrousel, dont la place, tant agrandie aujourd'hui, a gardé le nom. Le roi ne voulait pas s'en parer, mais le succès prodigieux qu'ils avaient obtenu, sur une indiscrétion de l'héraldiste, les lui imposa. C'était d'ailleurs une vieille devise de Philippe II, qui, régnant en réalité sur deux continents, l'ancien et le nouveau, avait plus le droit que Louis XIV, roi d'un seul royaume, de dire, comme s'il était le soleil : Nec pluribus impar (« Je suffis à plusieurs mondes »). »

L'interprétation la plus largement répandue de cette devise est celle qu'en donne Onésime Reclus :

« Louis XIV avait pris pour devise : Nec pluribus impar, « À nul autre pareil ! » ; il se croyait le plus grand des rois, le premier des hommes et peut-être plus qu'un homme. »

Les spécialistes considèrent cependant que le sens précis de l'expression latine demeure obscur. Pierre Larousse écrit ainsi :

« Louis XIV s'était choisi pour emblème un soleil dardant ses rayons sur le globe, avec ces mots : Nec pluribus impar. On ne voit pas bien clairement ce que signifie cette devise. Louvois l'explique ainsi : Seul contre tous, mais Louis XIV, dans ses Mémoires, lui donne un autre sens : Je suffirai à éclairer encore d'autres mondes. Le véritable sens est probablement celui-ci : Au-dessus de tous (comme le soleil). »

L'historien Yves-Marie Bercé propose pour sa part les traductions suivantes :

« Dès 1662, [Louis XIV] s'approprie le symbolisme solaire. Ses médailles montrent un visage rayonnant de flammes au-dessus d'un globe terrestre avec la devise Nec pluribus impar, qu'on peut traduire littéralement par « Suffisant (seul) à tant de choses », ou, plus simplement « Tout lui est possible ». »

Cette dernière interprétation est finalement assez semblable à celle de Louvois. Il semble d'après ses propres écrits que le roi n'ait accepté ce sens que devant le fait accompli : 

« Je sais qu'on a trouvé quelque obscurité dans ces paroles, et je ne doute pas que ce même corps n'en pût fournir de plus heureuses. Il y en a même qui m'ont été présentées depuis ; mais celle-là étant déjà employée dans mes bâtiments et en une infinité d'autres choses, je n’ai pas jugé à propos de la changer. »

 Parmi les autres sens qu'on lui aurait présentés et qu'autorisent la formule latine, on peut imaginer celui selon lequel tout comme le Soleil, Louis XIV ne serait inférieur qu'à Dieu.

## Diverses utilisations de la devise
La devise a été adoptée par plusieurs unités militaires françaises, dont le 1er régiment de cavalerie de la Légion étrangère, le 2e régiment et le 5e régiment de cuirassiers, le 62e régiment d'infanterie (dissous), le 402e régiment d'artillerie (dissous), l'école de sous-officiers de la gendarmerie de Montluçon. Elle a par ailleurs été largement reproduite sur divers supports à l'époque du Roi-Soleil.
Louis II de Bavière reprend cette devise qui orne le hall d'entrée de son château de Linderhof où elle s'entoure des rayons d'un immense soleil d'or. Elle surplombe une statue équestre de Louis XIV, en marbre noir de Belgique, copie de celle qui fut érigée en 1699 à Paris, place Louis-le-Grand (actuelle place Vendôme).

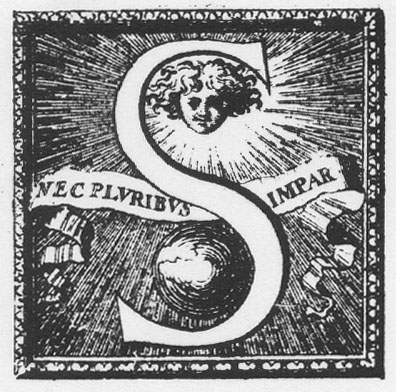
Dans la première édition du Dictionnaire de l'Académie française en 1694.
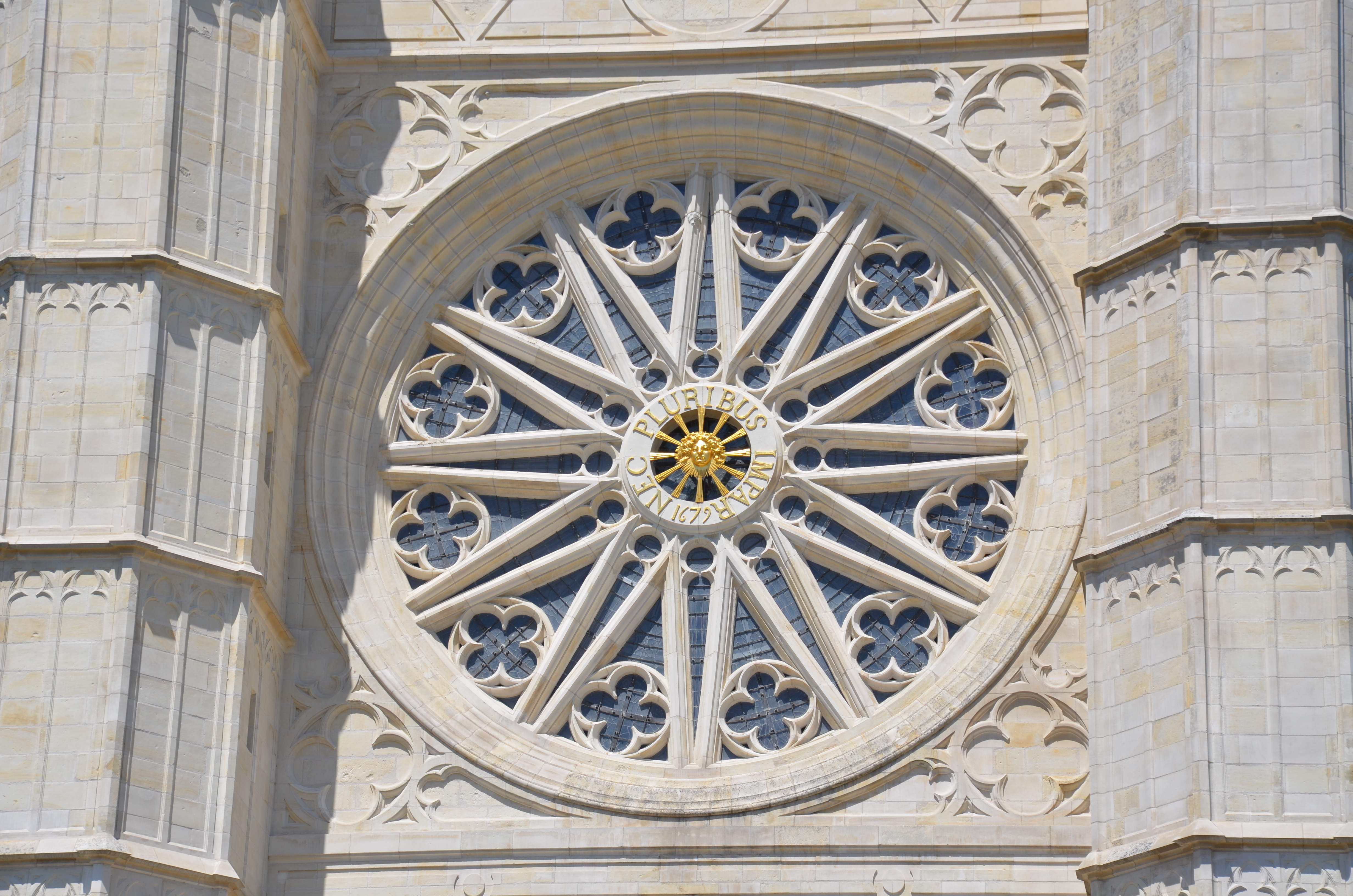
Sur la rosace du transept sud de la cathédrale Sainte-Croix d'Orléans.
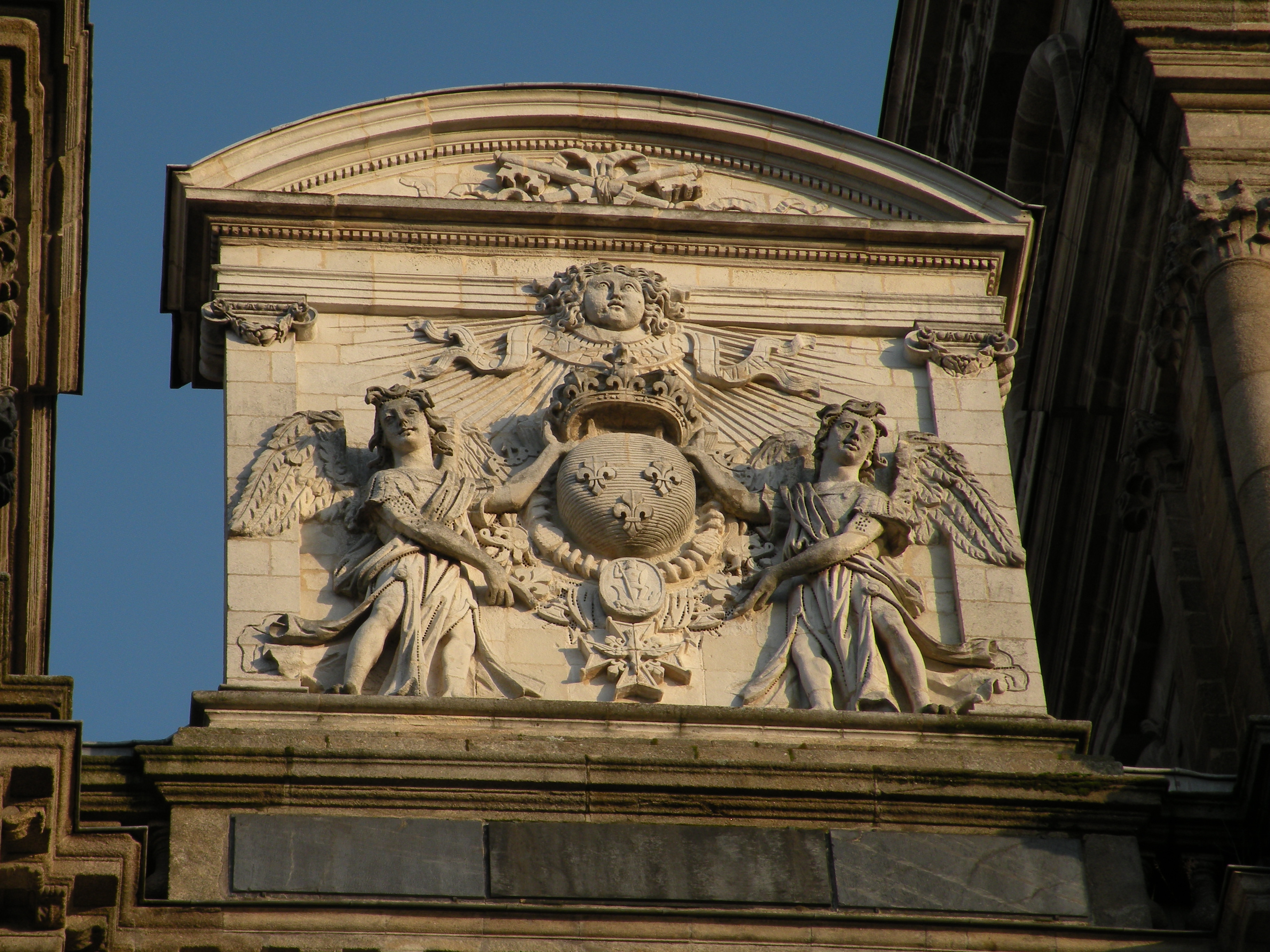
Sur le fronton de la cathédrale Saint-Pierre de Rennes.
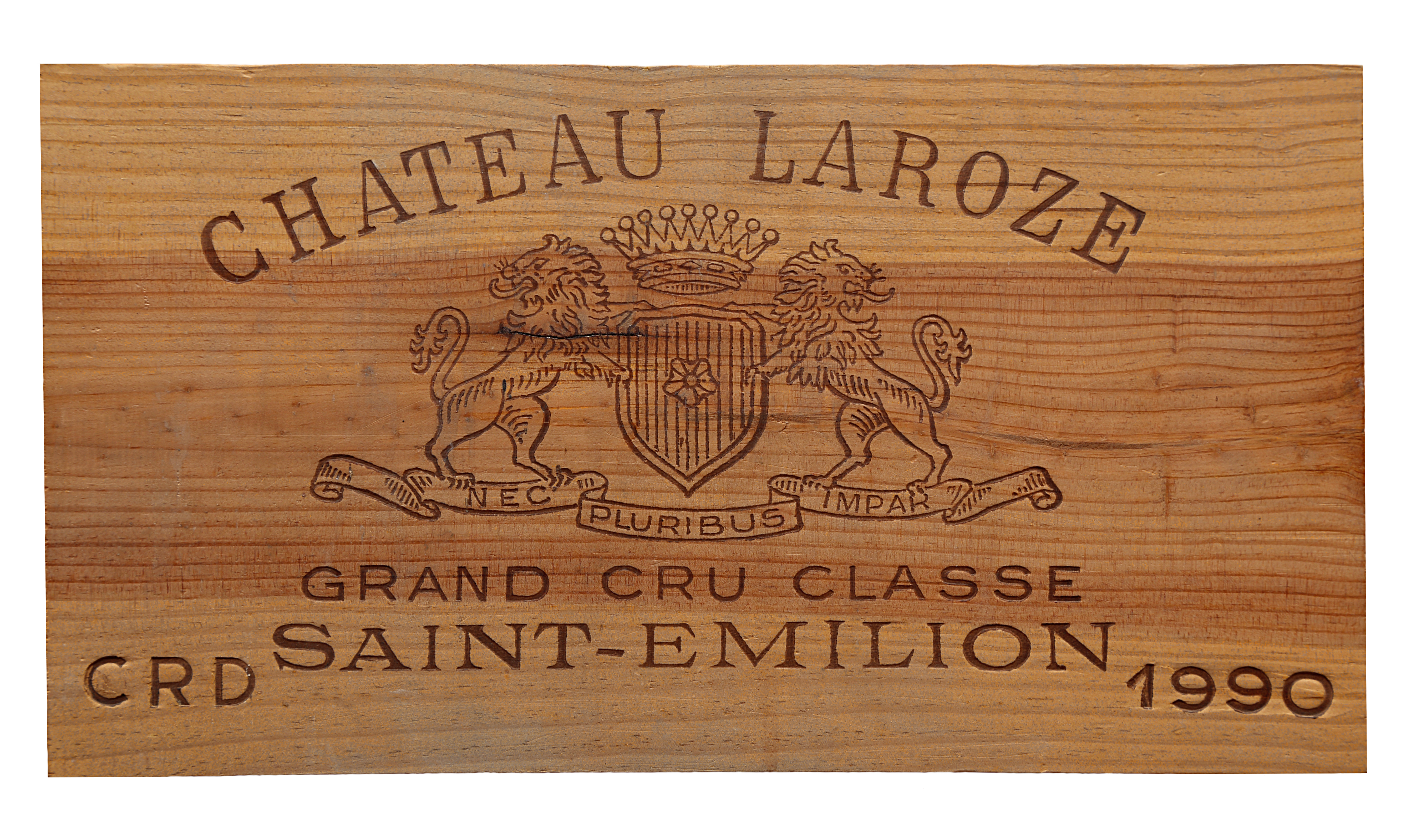
Sur le blason d'un grand cru classé de Saint-Émilion.
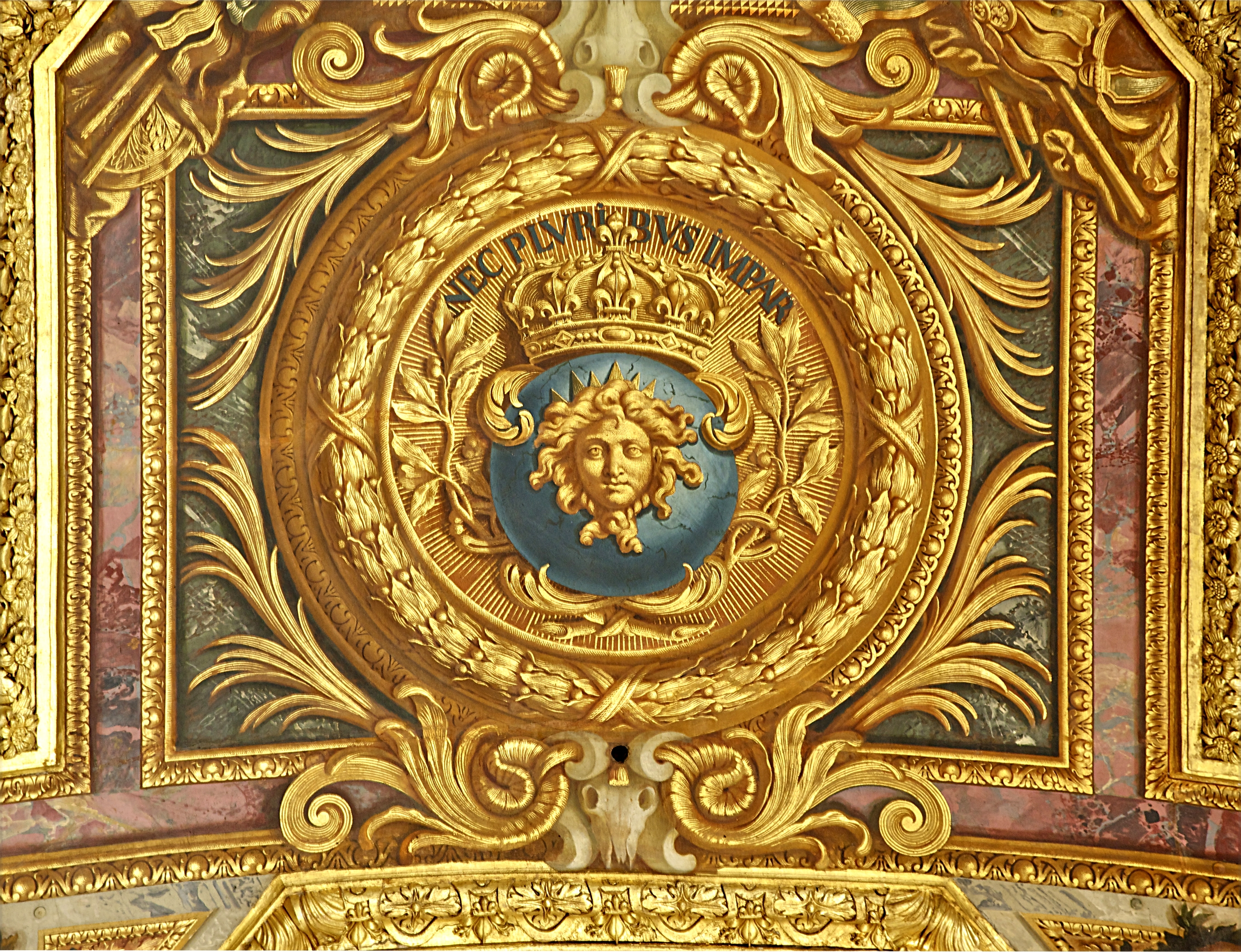
Au plafond de la galerie des Glaces au château de Versailles.
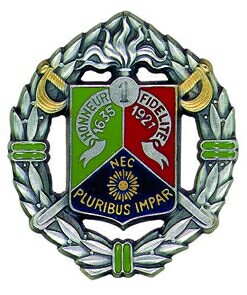
Sur l'insigne du 1er régiment de cavalerie de la Légion étrangère.